# Ramphomicron microrhynchum
El colibrí piquicorto común (Ramphomicron microrhynchum), también llamado picoespina dorsimorado (en Colombia), picoespina dorsipúrpura (en Ecuador), colibrí pico espina (en Venezuela), pico-espina de dorso púrpura (en Perú), tucusito coludo chico o pico de tuna morado (en Colombia), es una especie de ave apodiforme de la familia Trochilidae (los colibríes) una de las dos pertenecientes al género Ramphomicron. Es nativo de regiones andinas del noroeste y oeste de América del Sur.

## Distribución y hábitat
Se distribuye de forma disjunta a lo largo de la cordillera de los Andes desde el oeste de Venezuela, por Colombia, Ecuador, noroeste y centro sureste de Perú y centro oeste de Bolivia.
Esta especie es considerada poco común en sus hábitats naturales: los bordes de selvas húmedas montanas, matorrales bajos bien por debajo del límite del bosque en Cochabamba (Bolivia), bosques de queñoa Polylepis, sub-páramo y páramo, en altitudes entre 1700 y 3600 m.

## Descripción
Mide entre 8 y 9 cm de longitud y pesa entre 3 y 5 g. El pico, negro y recto, es el más corto entre todos los colibríes. El dorso y la parte superior de la cabeza de los machos es de color púrpura intenso, con una cola corta y ahorquillada de color violeta muy oscuro, casi negro. Las hembras son de color verde en su parte superior y blanco grisáceo con moteado en verde por la inferior.

## Sistemática

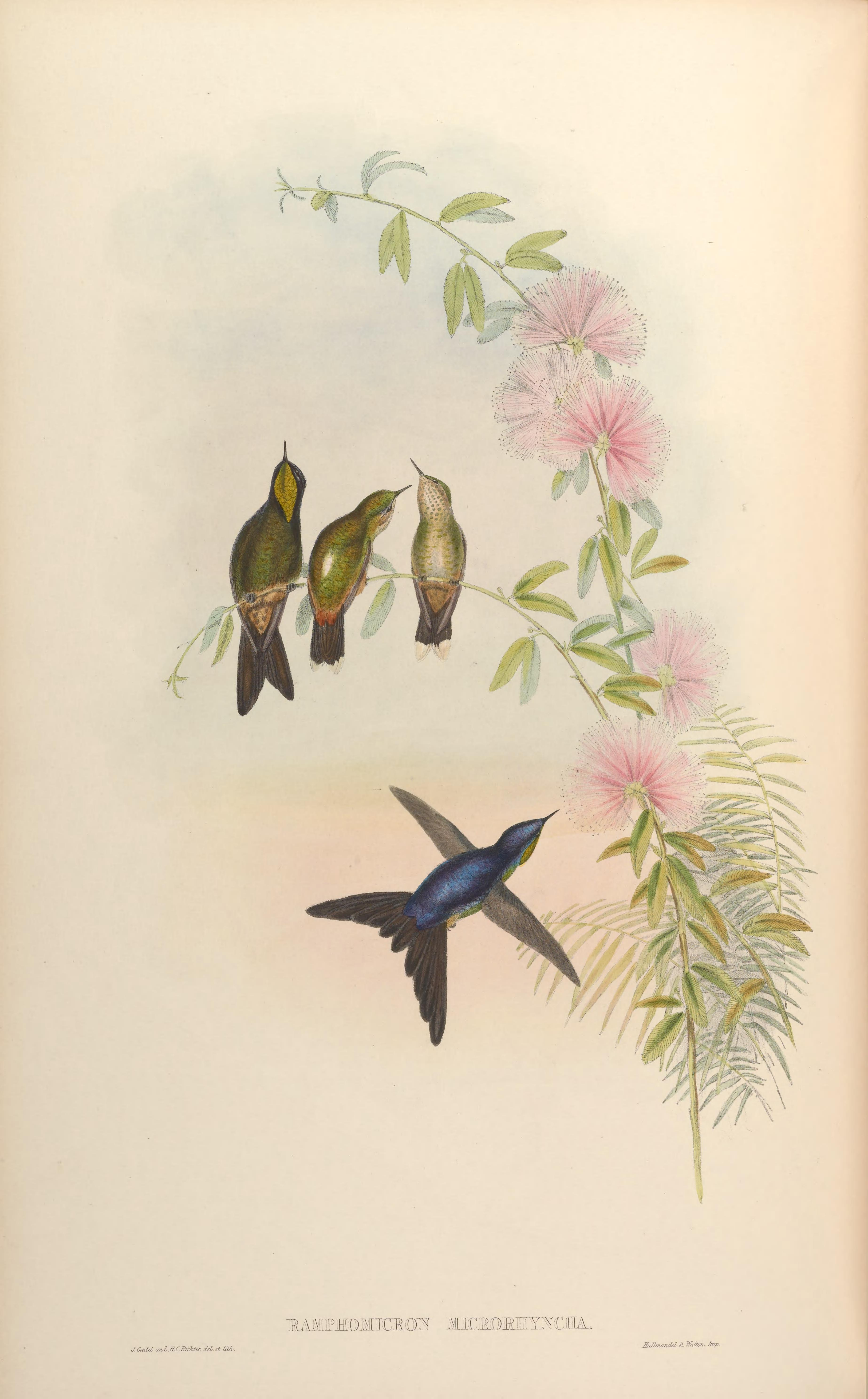
Rhamphomicron microrhyncha, ilustración de Gould y Richter en A monograph of the Trochilidae, or family of humming-birds 3, 1861.

### Descripción original
La especie R. microrhynchum fue descrita por primera vez por el ornitólogo francés Auguste Boissonneau en 1839 bajo el nombre científico «Ornismya microrhyncha»; su localidad tipo es «Bogotá, Colombia».

### Etimología
El nombre genérico neutro «Ramphomicron» es una combinación de las palabras del griego «rhamphos» que significa ‘pico’, y «mikros» que significa ‘pequeño’; y el nombre de la especie «microrhynchum», se compone de las palabras del grriego «mikros» que significa ‘pequeño’, y «rhunkhos» que significa ‘pico’.

### Taxonomía
Es pariente próxima de Ramphomicron dorsale y posiblemente de Lesbia nuna. Las subespecies andicola y albiventre se distinguen dudosamente de la nominal. La forma descrita Lesbia ortoni Lawrence, 1869 probablemente sea un híbrido de la presente con Lesbia victoriae

### Subespecies
Según las clasificaciones del Congreso Ornitológico Internacional (IOC) y Clements Checklist/eBird  se reconocen cuatro subespecies, con su correspondiente distribución geográfica:
- Ramphomicron microrhynchum andicola Simon, 1921 – Andes del oeste de Venezuela (Mérida).
- Ramphomicron microrhynchum microrhynchum (Boissonneau), 1840 – Andes de Colombia, Ecuador y noroeste de Perú (hasta Cajamarca).
- Ramphomicron microrhynchum albiventre Carriker, 1935 – pendiente oriental de los Andes en el centro y sur de Perú (Huánuco hasta Cuzco y Apurímac).
- Ramphomicron microrhynchum bolivianum Schuchmann, 1984 – Andes del centro de Bolivia (Cocapata, en Cochabamba).